# Herb Łobżenicy
Herb Łobżenicy – jeden z symboli miasta Łobżenica i gminy Łobżenica w postaci herbu przyjęty przez Radę Miejską 5 września 2013 roku.

## Wygląd i symbolika
Herb przedstawia w srebrnym (białym) polu tarczy czarnego dzika kroczącego w prawo (heraldycznie) na zielonej murawie. Murawa zajmuje 1/3 wysokości pola tarczy herbowej.

## Legenda
Legenda głosi, że trzej bracia polujący na dzika dotarli na półwysep i tam upolowali wspaniałego dzika. Najmłodszy z braci osiedlił się na tym terenie i założył rodzinę dając początek osadzie łobżenickiej. Legenda mówi, że odyniec został upolowany w miejscu późniejszego Starego Rynku i z uwagi na swoją świetność stał się symbolem tego miejsca.